# Ives González
Ives González Alonso (Cienfuegos, 1980. október 12. –) kubai származású brazil válogatott vízilabdázó, az EC Pinheiros centere.

## Nemzetközi eredményei
- Pánamerikai játékok ezüstérem (Winnipeg, 1999)
- Világliga bronzérem (Bergamo, 2015)
- Pánamerikai játékok ezüstérem (Toronto, 2015)
- Olimpiai 8. hely (Rio de Janeiro, 2016)